# Gaston Talairach
Gaston Talairach, né le 2 août 1909 à Saïda en Algérie française et mort le 22 avril 1993 à Darnétal (Seine-Maritime), est un footballeur français ayant joué au poste de milieu de terrain.

## Biographie
Gaston Talairach né le 2 août 1909 à Saïda en Algérie française. Il débute à l'Amiens Athlétic Club, où il passe professionnel pour la saison 1933-1934 en deuxième division. Il marque neuf buts en 21 matchs. Il est transféré en 1934 au Fc rouennais, où il finit sa carrière. Il dispute 37 matchs de première division avec le club normand, avec qui il finit quatrième en 1937 et 1938.

## Statistiques
| Saison     | Club           | Championnat | Championnat | Championnat | Coupe(s) nationale(s) | Coupe(s) nationale(s) | Total | Total |
| Saison     | Club           | Division    | M.          | B.          | M.                    | B.                    | M.    | B.    |
| 1931-1932  | Amiens AC      | 1           |             |             |                       |                       | 0     | 0     |
| 1932-1933  | Amiens AC      | 1           |             |             |                       |                       | 0     | 0     |
| 1933-1934  | Amiens AC      | 2           | 21          | 9           | 5                     | 1                     | 26    | 10    |
| Sous-total | Sous-total     | Sous-total  |             |             |                       |                       | 0     | 0     |
| 1934-1935  | FC rouennais   | 2           |             |             |                       |                       | 0     | 0     |
| 1935-1936  | FC rouennais   | 2           | 6           | 0           |                       | 0                     | 6     | 0     |
| 1936-1937  | FC rouennais   | 1           | 15          | 0           |                       | 0                     | 15    | 0     |
| 1937-1938  | FC rouennais   | 1           | 10          | 0           |                       | 0                     | 10    | 0     |
| 1938-1939  | FC rouennais   | 1           | 12          | 0           |                       | 0                     | 12    | 0     |
| 1939-1940  | FC rouennais ? | –           | 0           | 0           |                       |                       | 0     | 0     |
| 1940-1941  | FC Rouen ?     | –           | 0           | 0           |                       |                       | 0     | 0     |
| 1941-1942  | FC Rouen       | –           | 12          |             |                       |                       | 12    | 0     |
| Sous-total | Sous-total     | Sous-total  |             |             |                       |                       | 0     | 0     |